# Murat Tileşev
Murat Tileşev (in kazako Мұрат Тілешев?; in russo Мурат Тлешев?, Murat Tlešev; Taraz, 18 aprile 1980) è un ex calciatore kazako, di ruolo centrocampista.

## Carriera

### Club
Durante la sua carriera ha giocato principalmente con l'Ertis.

### Nazionale
Conta 8 presenze ed una rete con la nazionale kazaka.

## Palmarès

### Club
- Campionato kazako: 1

Aqtöbe: 2009
- Supercoppa del Kazakistan: 1

Aqtöbe: 2010

### Individuale
- Capocannoniere del campionato kazako: 3

2005 (20 gol), 2008 (13 gol), 2009 (20 gol)